# Río Sarapiquí
El río Sarapiquí es un río de Costa Rica, perteneciente a la sub-vertiente norte de la vertiente del mar Caribe. Posee una longitud de 85 km, su naciente se encuentra en las estribaciones norte de la cordillera Volcánica Central, en la laguna Botos del volcán Poás, a la que provee desagüe, y vierte sus aguas en el río San Juan, que desemboca en el mar Caribe. Entre sus principales afluentes se encuentran el río Sucio y el río Toro. Su cuenca forma las llanuras de Sarapiquí, en la provincia de Heredia, y es una de las 12 cuencas hidrográficas más importantes del país. Es un río que tiene importancia ecológica, económica e histórica para la región a la que nutre y para el país en general. Destaca por la belleza del paisaje, la riqueza en flora y fauna, su importancia como vía de transporte fluvial desde la época prehispánica hasta la actualidad y como monumento histórico natural de Costa Rica.

## Etimología
La voz «Sarapiquí» es un hidrónimo de evidente origen indígena, de significado desconocido, aunque posiblemente proviene de la lengua rama, de la familia chibchoide, en la cual la palabra «si» tiene relación con el agua. La región estuvo habitada por el pueblo de los botos, cuya lengua se desconoce, pero se ha hipotetizado que hablaban una variante de esta lengua. El registro más antiguo del nombre aparece en un documento del siglo xvi, en el cual era denominado «Siripiquí»:

«que vuestra merced [Licenciado Velázquez Ramiro] haga diligencia acerca del puerto de Sanct Jhoan, que pues el río de los Botos o Ciripiquí es tan grande y tan bueno solo, junto con el otro que se llama Picol, ques tan grande como él, de entender es lo mucho que aventajará en hondura y anchor y sosiego.»

También se cree que el nombre pudo surgir importado de alguna otra lengua que fue conocida por los conquistadores españoles, pues aparece nuevamente con el nombre Siripiquí en un documento de 1640:

«seis leguas el río abajo del dicho Desaguadero [hoy el río San Juan] salía un río que tiene por nombre, entre los naturales Jori, y comúnmente nombrado por la gente de mar Siripiquí, que tiene su nacimiento en las cordilleras del dicho pueblo de Barva, envió [el capitán Jerónimo de Retes] cinco hombres a verle y a sondarle, y le hallaron capaz de poder entrar y salir por él cualquier bajel con mucha seguridad, y que sale como doce leguas del mar del Norte y boca del puerto de San Juan, que es la del dicho Desaguadero».

Según Gagini, el nombre Sarapiquí sería una traducción al español del nombre aborigen del río dado por los botos: río Yori.

## Curso

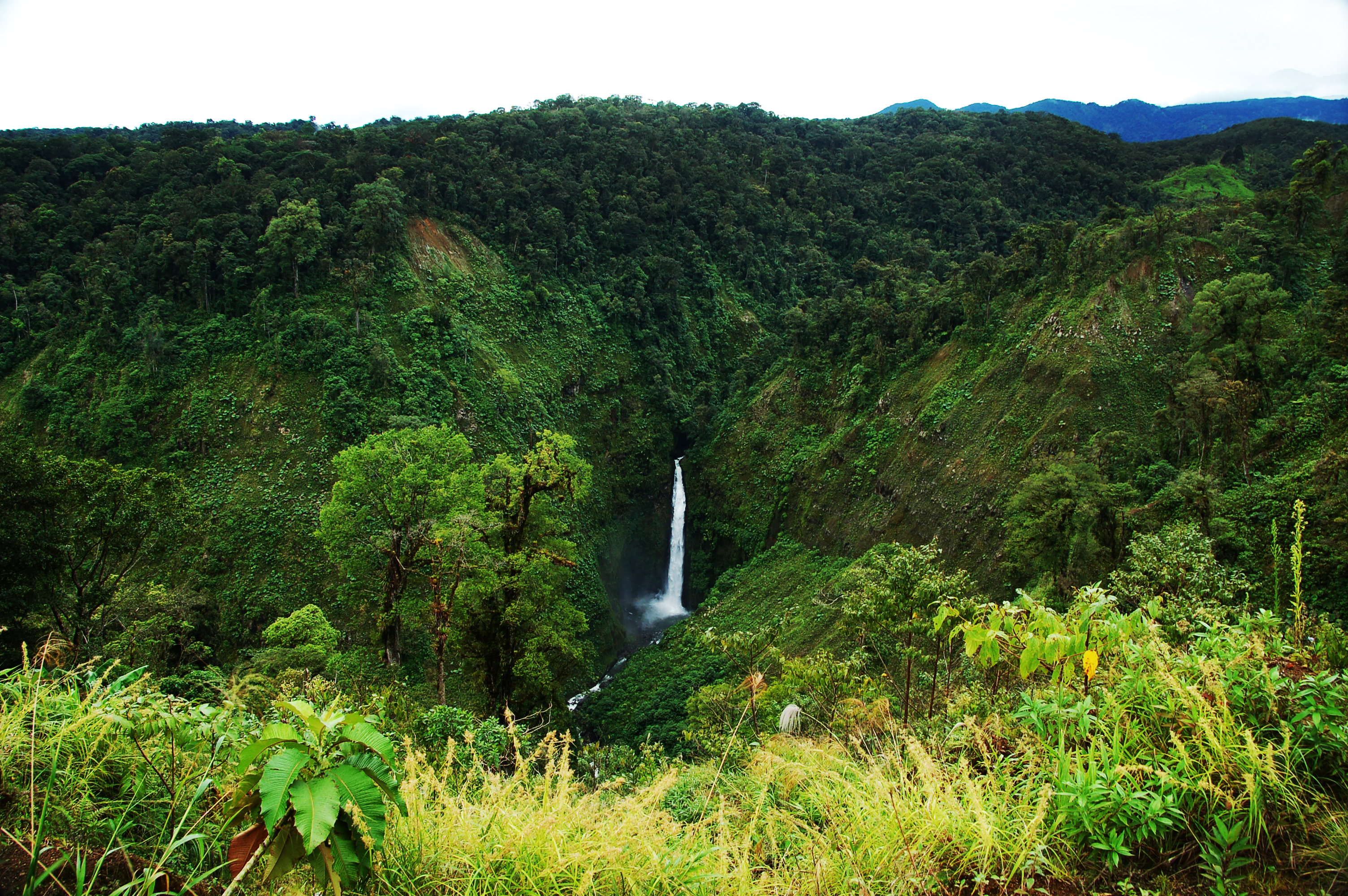
El río Sarapiquí forma cascadas mientras desciende del volcán Poás.

El río nace en la laguna Botos del volcán Poás, a 2708 m s. n. m. Al igual que la mayoría de los ríos de la vertiente del Caribe, el descenso desde la cordillera Volcánica Central es más suave, en comparación con los ríos de la vertiente del Pacífico. La distancia a recorrer hasta el mar, además, es mayor, por lo que los ríos suelen ser más largos y caudalosos, aunque navegables, con tendencia a formar meandros y bifurcarse en dos o más brazos.
De la parte alta de la cuenca, donde recibe a los ríos La Paz, El Ángel y Cariblanco, el Sarapiquí desciende por el distrito de Varablanca del cantón de Heredia, luego de lo cual discurre de suroeste a noreste a través de las llanuras de Sarapiquí, en el cantón del mismo nombre. Empieza a ser navegable al recibir al río Puerto Viejo, en los últimos 30 km de su curso, y aumentar su caudal con la afluencia de los ríos Poza Azul, San Ramón, Tirimbina, Bijagual, Peje y su afluente Mojón, Volcán (este último nace de la unión de los ríos Molejón y Sardinal, y recibe a los ríos Guácimo, Sardinal y San Rafael), y río Ceiba. Los dos afluentes más importantes son el río Sucio y su afluente el río General; y el río Toro, ambos caudalosos y con una longitud alrededor de 60 km. Desemboca en el río San Juan, en la frontera con Nicaragua, a la altura de Trinidad. El cauce del río Sarapiquí sirve de límite natural para los distritos sarapiqueños de Cureña, La Virgen, Puerto Viejo y Horquetas.

## Clima
La zona del río Sarapiquí se encuentra en una de las regiones más húmedas del país, influenciada por el clima tropical húmedo del Atlántico, con alta precipitación fluvial durante todo el año, con una época más seca durante febrero, marzo y octubre. La temperatura media anual es de 25.3 °C, con una máxima temperatura de 30.0 °C y una mínima de 20.2 °C. La precipitación media anual es de 3777 mm.

## Ecología

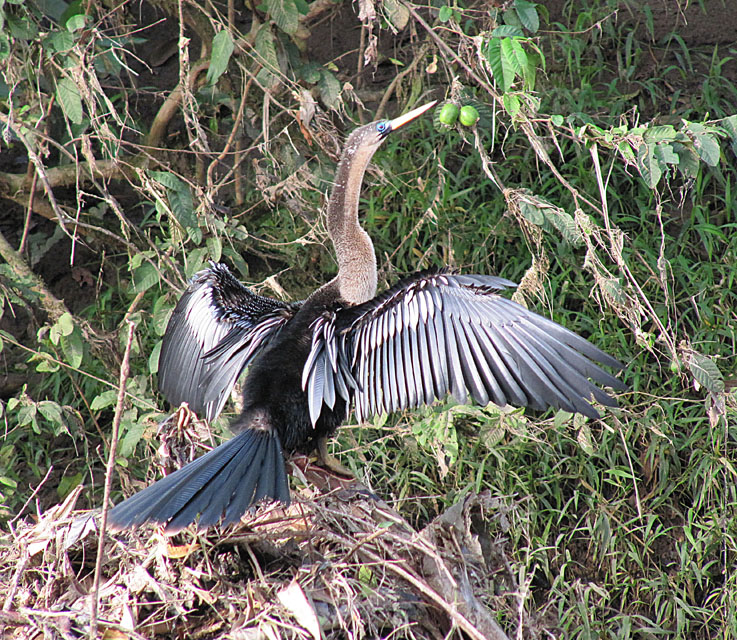
Ejemplar de Anhinga anhinga en la ribera del río.

El área de su cuenca es de 1923 km², la duodécima más grande del país. La parte alta de la cuenca se encuentra protegida por los parques nacionales volcán Poás y Braulio Carrillo. Las zonas aledañas al río son básicamente tierras bajas de bosque húmedo tropical, caracterizadas por una vegetación exuberante y una gran variedad de plantas, animales e insectos.
En esta región se encuentra la Estación Biológica La Selva, de 3.739 hectáreas, una de las tres estaciones de investigación ecológica neotropical y de conservación más importantes de Costa Rica, propiedad de la Organización para Estudios Tropicales. La estación está ubicada en la confluencia de los ríos Sarapiquí y Puerto Viejo, y colinda por el sur con el Braulio Carrillo. En la zona protegida de La Selva  más hay de 120 especies de mamíferos, incluyendo jaguares, tapires, agutíes, murciélagos y tres especies de monos, más de 420 especies de aves, 500 especies de mariposas y cerca de 2.000 tipos diferentes de plantas, además de más de 400 especies de hormigas.
A lo largo del cauce del río Sarapiquí se han establecido otras reservas y refugios de vida silvestre, como el refugio nacional de vida silvestre Tapiria. La región fue asiento de poblados precolombinos, por lo que se han encontrado sitios arqueológicos con cementerios y petroglifos.

## Historia y economía
El río Sarapiquí es uno de los ríos navegables del país, lo que le confiere una gran relevancia socioeconómica para la región, especialmente por su función como vía de transporte fluvial. A través de este río, las poblaciones ribereñas realizan actividades comerciales entre sí.
La ausencia de caminos accesibles en la parte baja de la cuenca, particularmente durante la época lluviosa, resalta aún más la importancia del Sarapiquí como medio de transporte. A lo largo de sus márgenes se ubican las poblaciones de San Miguel, La Virgen y Puerto Viejo.
Durante la época colonial y parte de los primeros años tras la independencia, fue muy utilizado por los pobladores del Valle Central, ante la ausencia de un puerto en el Caribe, como medio de acceso al mar Caribe, a través de la desembocadura del río San Juan, donde se hallaba el puerto de San Juan del Norte. También fue utilizado por piratas ingleses y zambos mosquitos para penetrar en el interior del país y realizar saqueos en algunas poblaciones. La navegación sobre el Sarapiquí tuvo gran relevancia durante la Campaña Nacional de 1856-1857, dado que las condiciones geográficas hicieron que el Sarapiquí cobrara importancia estratégica para ambos bandos, como la escenificó la batalla de Sardinal del 10 de abril de 1856. Por esta batalla, el río Sarapiquí ostenta el título de monumento nacional.
Debido a la alta precipitación, los suelos son muy fértiles. Existe una alta producción de banano, pero también se cultiva café, cardamomo, cacao, maíz y otras frutas. También se cría ganado de engorde. Una de las actividades económicas de la región es el ecoturismo. El río Sarapiquí posee rápidos donde se puede practicar el balsismo. Sus aguas también son propicias para el canotaje y el rápel.  Diversas empresas realizan tours de navegación para observar la belleza del paisaje, la riqueza ecológica y la presencia de cascadas. Hay diversos hoteles asentados en la zona a lo largo de la ribera.

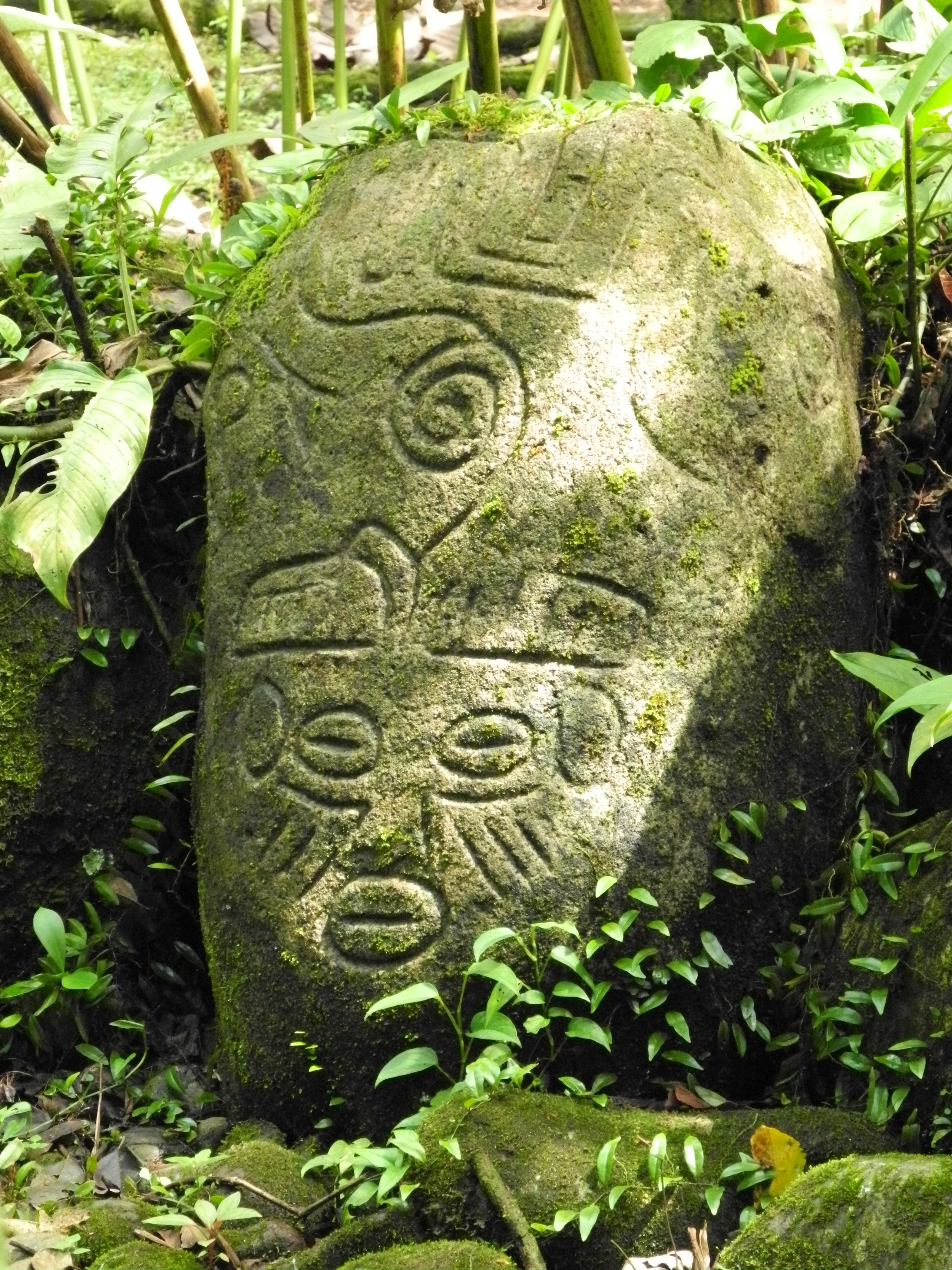
La cuenca del Sarapiquí estuvo habitada desde tiempos precolombinos, como lo muestran estos petroglifos del sitio arqueológico Alma Ata.
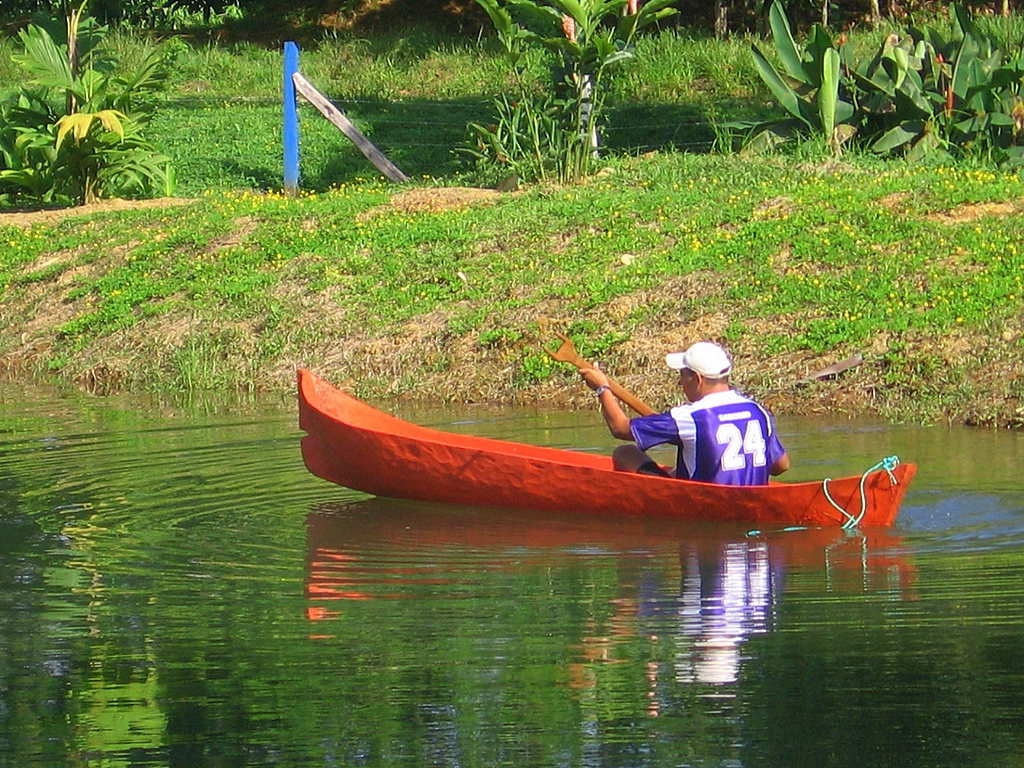
El río Sarapiquí en Costa Rica ha sido usado como vía de transporte fluvial desde la época precolombina hasta la actualidad.
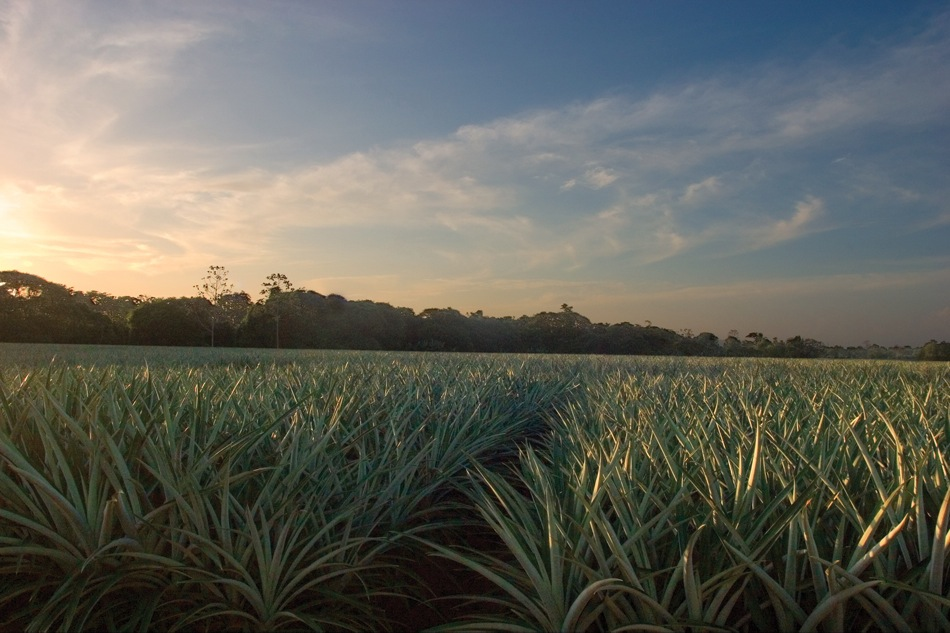
El Sarapiquí da vida a la región norteña de la provincia de Heredia y permite las actividades agropecuarias del cantón de Sarapiquí.
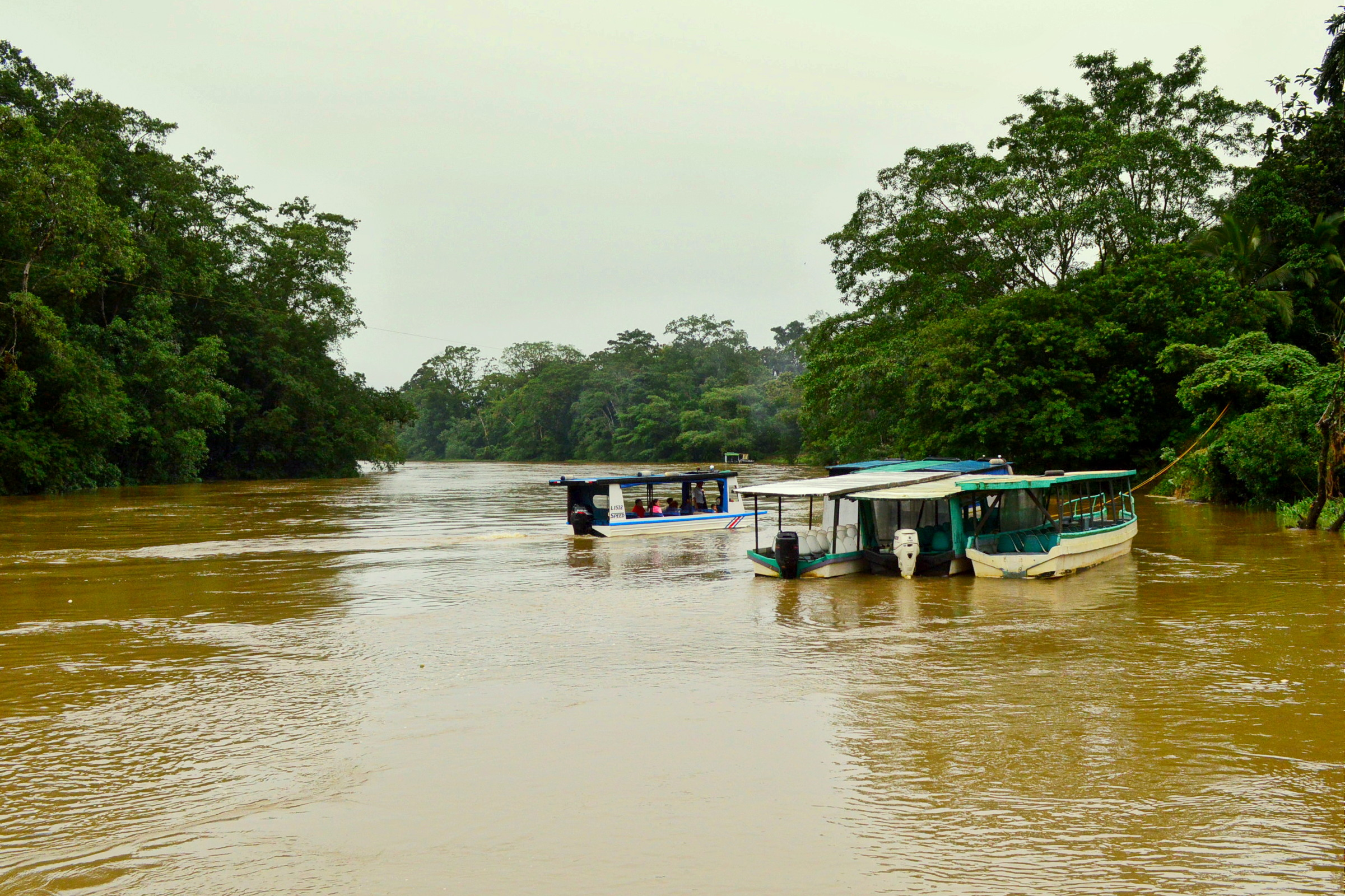
La cuenca media y baja del río Sarapiquí permite el intercambio comercial entre comunidades ribereñas como La Virgen y Puerto Viejo.
El balsismo es uno de los deportes de aventura que se pueden practicar en el río Sarapiquí debido a sus secciones de rápidos.
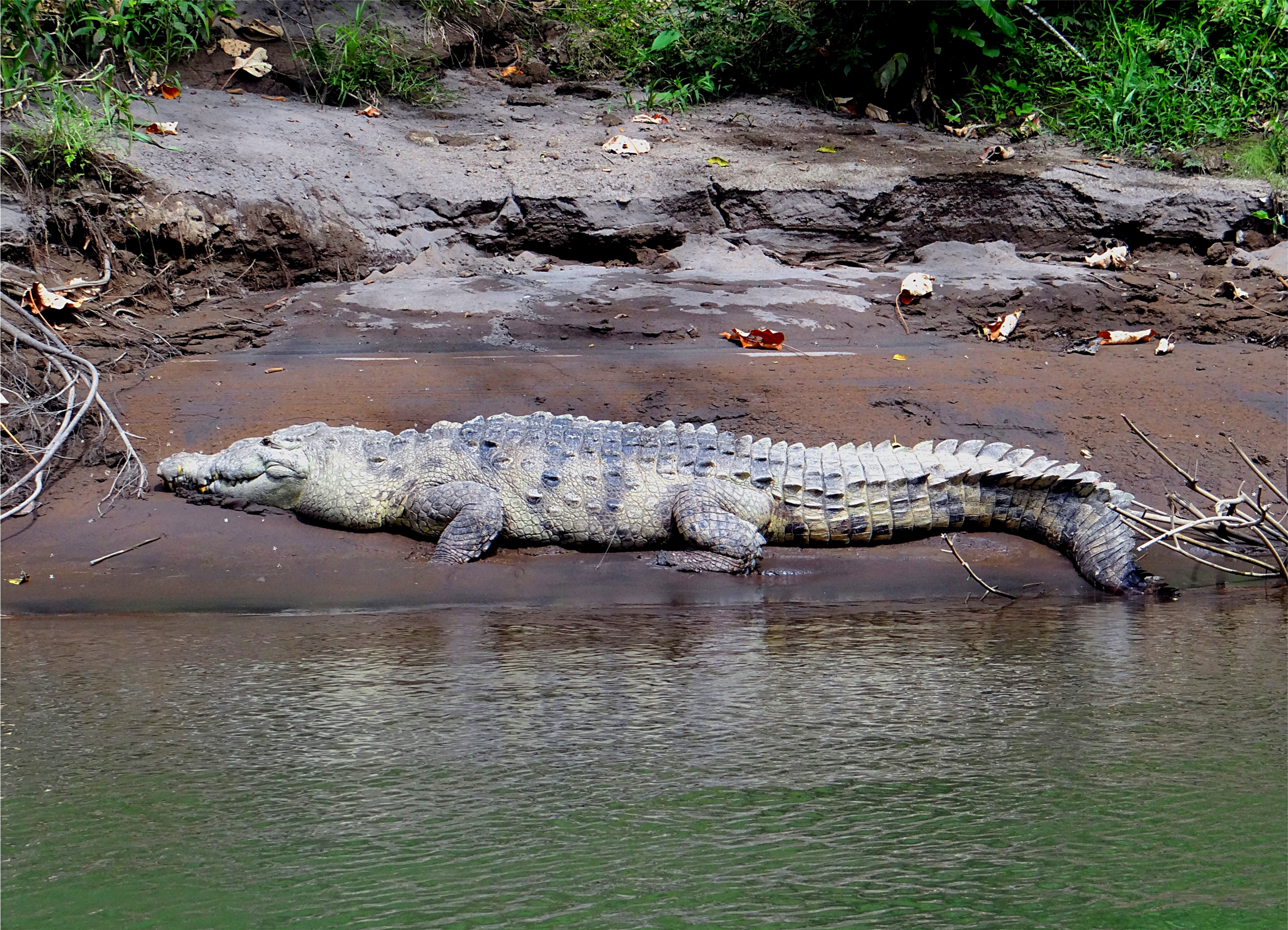
El cocodrilo americano es un animal que se halla de forma muy frecuente en los ríos de la vertiente del Caribe costarricense.